# Van Starkenborghkanaal

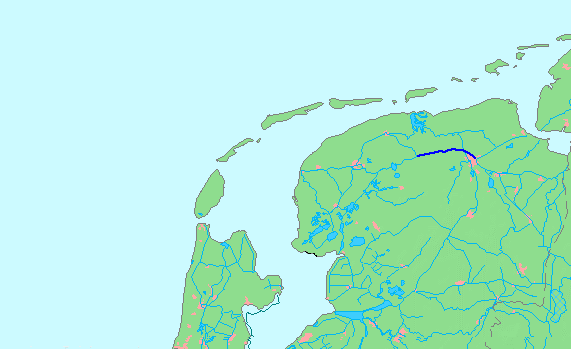
Verlauf des Van Starkenborghkanals

Der Van Starkenborghkanaal verbindet den Prinses-Margriet-Kanal (Friesland) mit dem Emskanal in Groningen. Der Kanal ist 27 km lang. Er besitzt zwei Schleusen, die Schleuse von Gaarkeuken bei Grijpskerk und die Oostersluis, die sich innerhalb des Stadtgebiets von Groningen befindet.

## Geschichte
Der Van Starkenborghkanaal wurde 1938 fertiggestellt und im November desselben Jahres in Betrieb genommen. Zwischen Zuidhorn und Groningen (Oostersluis) wurde der Kanal dabei neu angelegt, das Teilstück zwischen Zuidhorn und der friesischen Grenze besteht aus der verbreiterten Hoendiep.
Der Kanal wurde nach Edzard Tjarda van Starkenborgh (1859–1936) benannt. Er war Bürgermeister von Groningen und danach Kommissar der Königin für die Provinz Groningen.

## Brücken
Brücken über den Kanal, von West nach Ost (unvollständig):

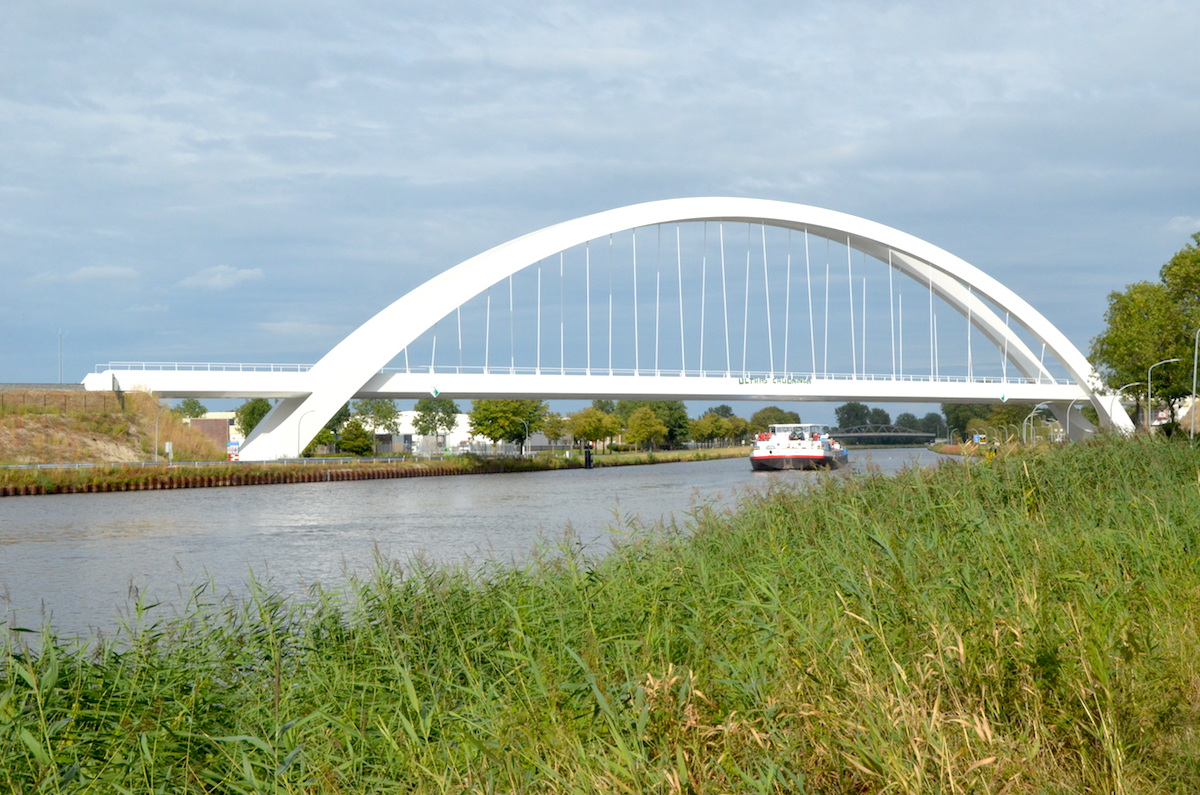
Eisenbahnbrücke bei Zuidhorn (Bahnstrecke Leeuwarden–Groningen)
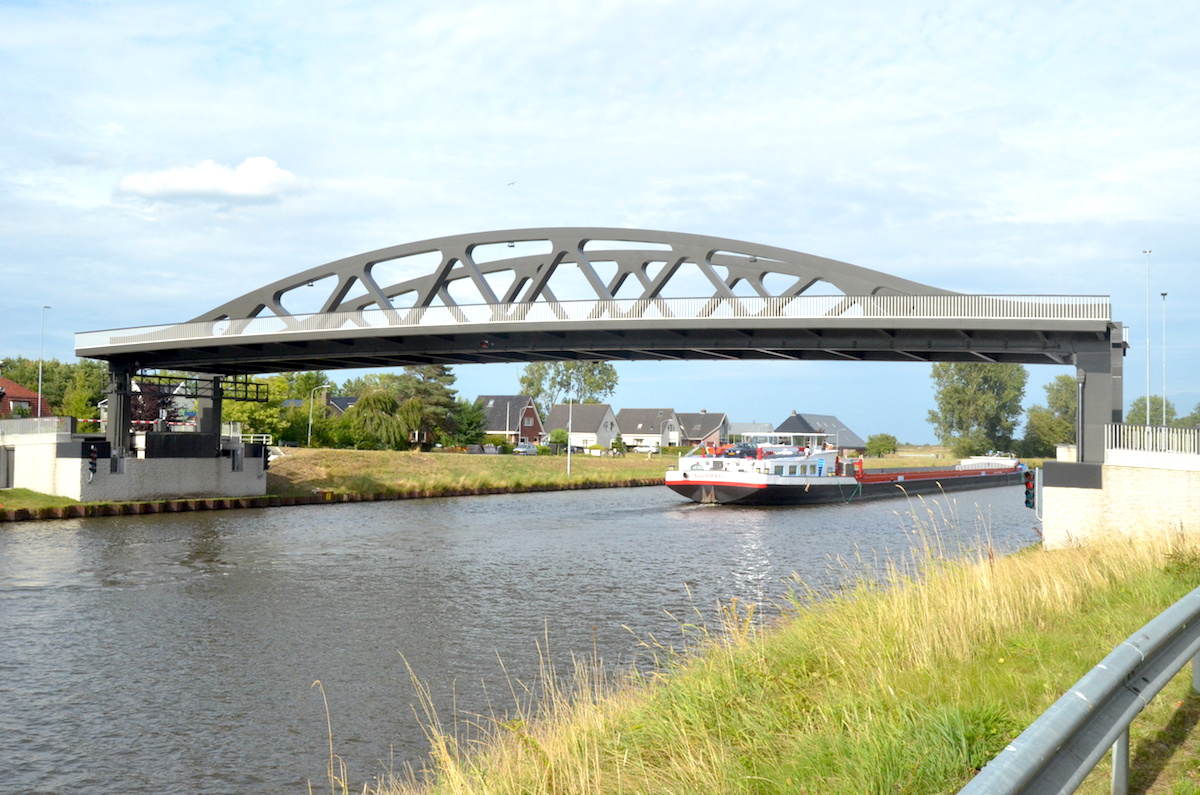
Hubbrücke in Zuidhorn (Straße)
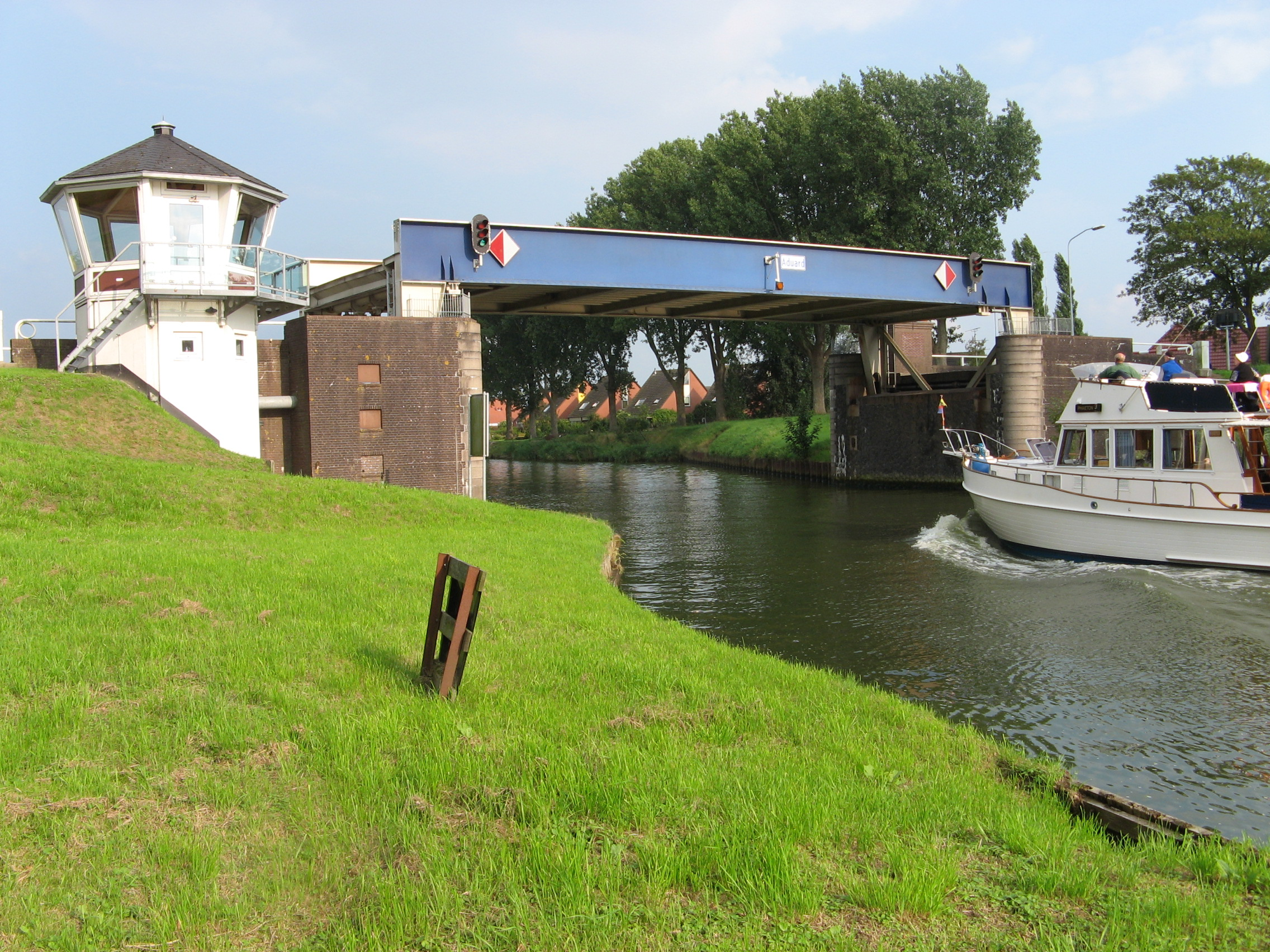
Hubbrücke bei Aduard (Straße)
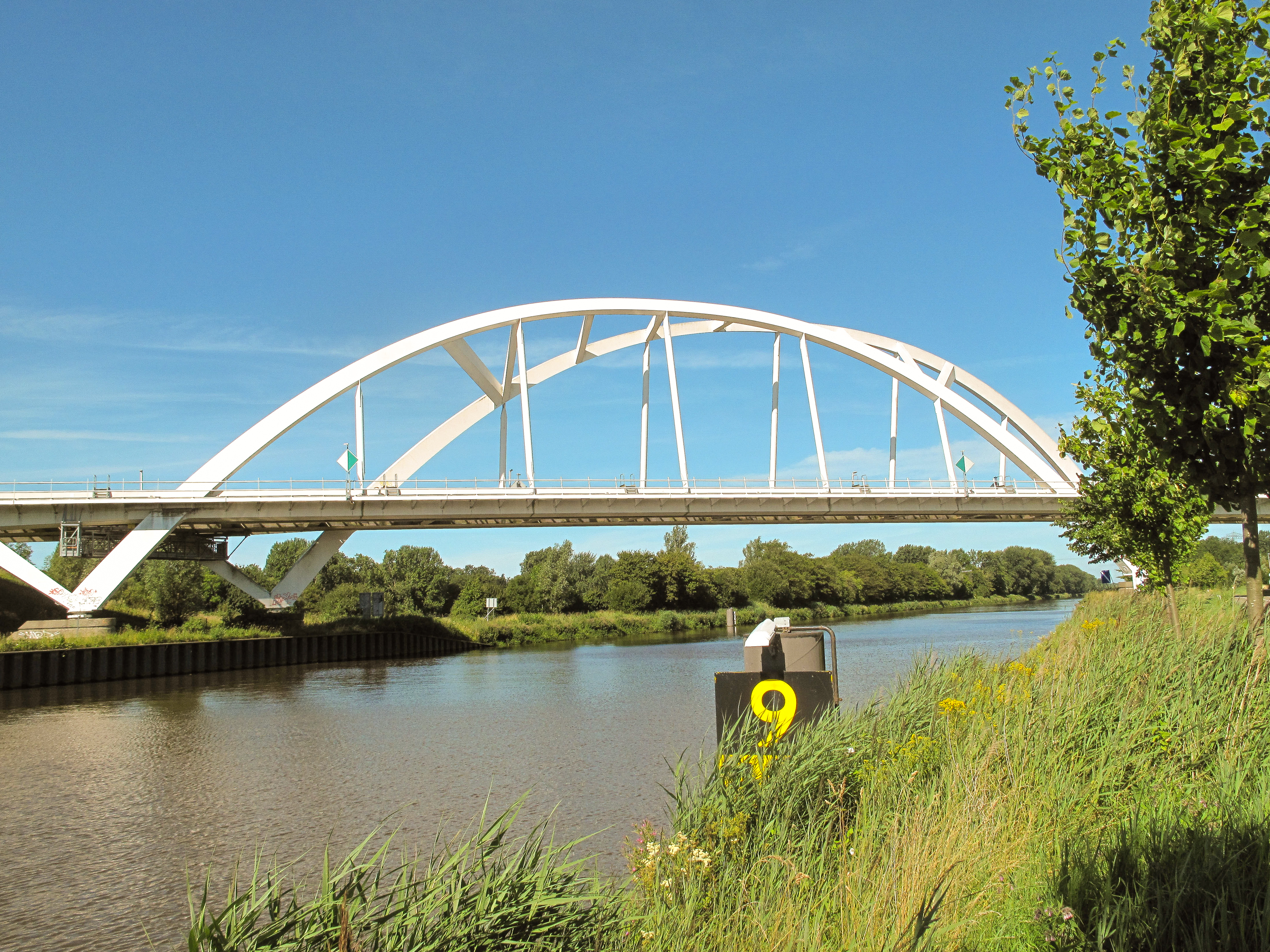
Walfridusbrug in Groningen (Bahnstrecke Groningen–Delfzijl)
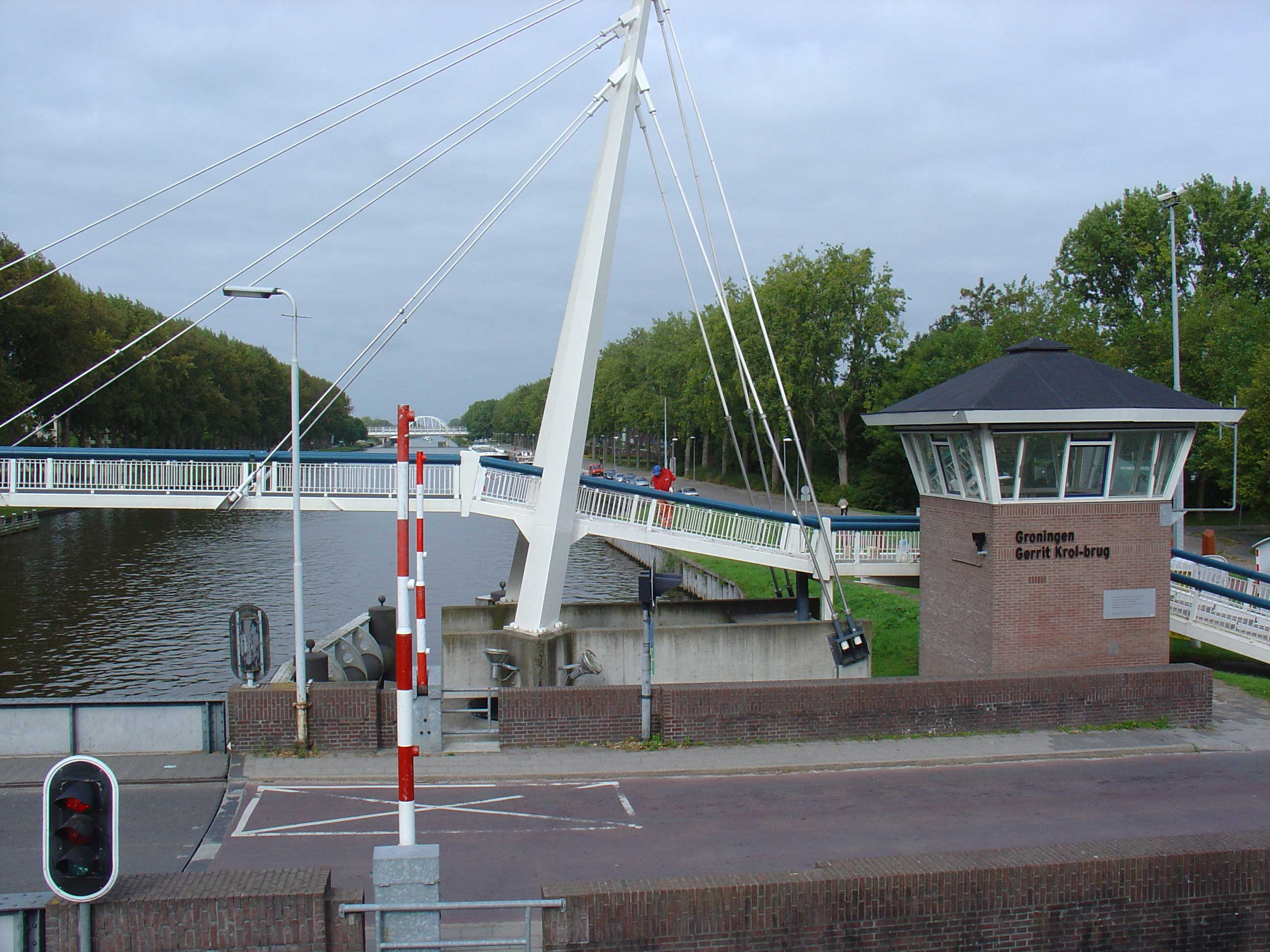
Gerrit-Krol-Brücke in Groningen (Straße und separat Fußgänger)
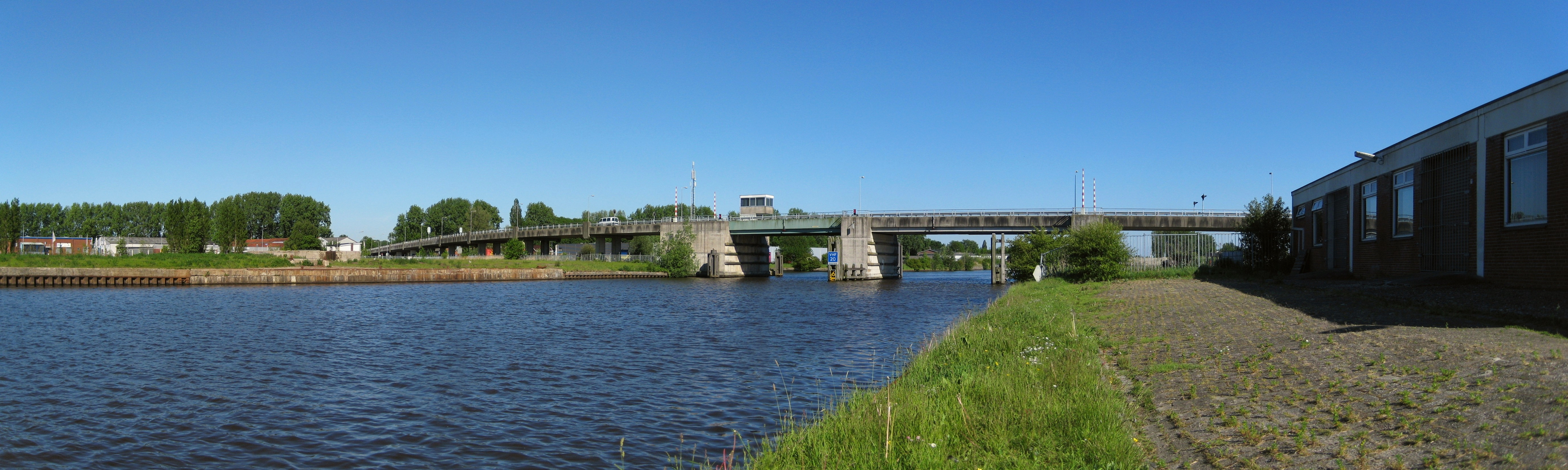
Oosterhamrikbaan in Groningen (Busspur)